# Vippachedelhausen
Vippachedelhausen est une ancienne commune allemande de l'arrondissement du Pays-de-Weimar, Land de Thuringe.

## Géographie
Vippachedelhausen se situe dans le Bassin de Thuringe. Le village de Thalborn est au nord.
|             | Sprötau           | Vogelsberg |
| Markvippach | Vippachedelhausen | Neumark    |
|             | Ballstedt         | Berlstedt  |

## Histoire
Le tumulus sur le Palmberg montre une présence sur plusieurs périodes par des tombes. En 1868, les archéologues trouvent des squelettes et de nombreux carrés de l'époque romaine au Moyen Âge.
Vippachedelhausen est mentionné pour la première fois en 1328. En 1344, le château est assiégé et pris d'assaut par les troupes du landgrave, il est rebâti peu après.